# 복건대만성
복건대만성(福建臺灣省, 틀:Lang-mnc), 약칭 대만성(臺灣省, Tâi-ôan-séng)은 대만청치시기의 말기에 해당하는 1885년부터 1895년까지 존재한 청(淸)의 성이다. 복건성(福建省)의 옛 대만부(臺灣府), 대북부(臺北府), 그리고 새로 설치한 대남부(臺南府)를 관할했다.
청 조정은 1885년 건성(建省)의 지령을 내렸지만, 유명전(劉銘傳)은 시기상조라고 하였으며 결국 1887년 안건을 확정하였으며, 1888년 관방인신(關防印信, 관료의 인장)을 발행하였다.:101、106 이외에도 『청사고(淸史稿)』 「지리지(地理志)」에 의하면 대만성 설치 시간을 광서(光緒) 13년(1887)으로 정하였으나, 광서 11년 2월 16일(1886년 1월 20일) 대만총량대(臺灣總糧臺)가 현승(縣丞) 강소기(姜紹基)를 선발하는 연은(捐銀, 관에 기부한 은전) 정실수(正實收, 일정한 금액을 지불하고 관직을 매수한 것에 대한 증명 문서)에 '복건성대북부신죽현(福建省臺北府新竹縣)' 등의 글자를 썼다.:102 그러나 『청사고(淸史稿)』 「덕종본기(德宗本紀)」 역시 대만성 건성의 시간을 광서 11년 9월 초5일 경자(庚子)(1885년 10월 12일)로 정하였고, 『청사고(淸史稿)』 「강신연표(疆臣年表)」 역시 유명전이 대만순무(臺灣巡撫)를 제수받은 시기를 이날로 정하였다.

## 연혁

### 건성 논의
첫 대만성 설치 제의는 건륭(乾隆) 2년 4월 11일(1737년 5월 10일) 내각학사겸예부시랑(內閣學士兼禮部侍郞) 오금(吳金)의 상주였다.:99 그러나 당시 청 조정은 대만 관내 설치된 총병(總兵)과 어사(御史)가 이미 충분하였으며, 대만에는 불과 1부(府) 4현(縣)으로 된 1성(省)이었다. 이에 이 주는 받아들여지지 않았다.:100
동치(同治) 13년(1874) 목단사사건(牡丹社事件) 이후, 청 조정은 대만 지위를 더욱 중시하였으나 어떻게 대만 발전을 처리할 것인가를 두고 두 파로 나뉘었다.:100 정일창(丁日昌)등은 중신을 파견할 것늘 주장하였고, 형부시랑(刑部侍郞) 원보항(袁保恒) 등은 건성(建省)을 건의하였다.:100 결국 이홍장(李鴻章)은 건성은 적절하지 못하다고 주장, 심보정(沈葆楨) 역시 '대만성 별도 설치는 기국(器局) 설립이 안 되어 (대만과 복건이) 서로 의지해야 하기에 (대만과 복건으로) 2개로 나눌 수 없다(臺灣別設一省, 苦於器局未成, 彼此相依, 不能離而爲二)'는 정황을 들어 성을 세우지 않았다.:100

### 건성 과정
광서(光緖) 10년(1884) 청불전쟁(淸佛戰爭)이 발발, 프랑스군이 대만의 기륭(基隆)과 호미(滬尾, 오늘날 담수淡水) 등을 공격하였다.:101 전쟁 이후 흠차대신(欽差大臣) 좌종당(左宗棠)은 상주를 통하여 과거 원보항의 건성 건의에 동의한다는 뜻을 보이며, '오로지 원보항의 요청처럼 복건순무를 대만순무로 고치고 모든 대만•팽호 일체 처리 사안을 순무 한 명에게만 관장하게 한다면, 일에 담당 책임이 있고 대만 방어 사후 처리에도 크게 도움될 것입니다(惟有如袁保恒所請, 福建巡撫改爲臺灣巡撫, 所有臺澎一切應辦事宜, 槪歸該撫一手經理, 庶事有專責, 于臺防善後大有裨益.)'라고 하였다.:101 동시에 청불전쟁 기간에서 대만에 와서 군무를 담당한 유명전(劉銘傳)도 복건순무를 사직하고 대만 건설에 집중하였다.:101 광서 11년(1885) 6월, 청 조정은 대만순무를 설치하지 않았지만 민절총독(閩浙總督) 양창준(楊昌濬)에게 복건순무를 겸하게
하고, 유명전에게는 대만 사후 처리 업무를 전담시켰다.:101
광서 11년 9월 초5일(1885년 10월 12일), 자희태후(慈禧太后) 즉 서태후(西太后)가 군기대신(軍機大臣)과 총리각국사무아문(總理各國事務衙門)의 대신들과 회동하여 논의한 결과, 조서를 내리고 '대만은 남양의 문호로서 매우 중요한 일에 관계되니 임시변통하여 통제에 도움이 되고자 한다. 복건순무를 대만순무로 고치고 항상 (대만에) 주둔하며, 복건순무 업무는 민절총독이 겸임한다. 일체 사안은 해당 총독이 상세히 계획하고 논의하여 주를 올려 처리하게 하라(臺灣爲南洋門戶, 關係緊要. 自應因時變通, 以資控制. 着將福建巡撫改爲臺灣巡撫, 常川駐劄. 福建巡撫事, 卽着閩浙總督兼管. 所有一切改設事宜, 該督詳細籌議, 奏明辦理.)'고 하였다.:101 건성 논의에 대하여 유명전은 시기상조라 보았고, 같은해 11월 23일 '주탁대만정형잠난개성회(籌度臺灣情形暫難改省會)'라는 주접(奏摺)을 올렸고, 민절총독 양창준은 12월 25일 '주탁대만개설사의청첨설번사(籌度臺灣改設事宜請添設藩司)'라는 주접을 올렸다.:101 그러나 두 사람의 주접에 대하여 청 조정은 12월 12일(1886년 1월 16일) 회답을 내려 건성 논의를 진행하기로 결정히였으나, 감숙신강성(甘肅新疆省) 건성 사례를 참고하여 대만과 복건을 하나로 연계시키기로 하였다.:101、102 상세한 사안은 양창준과 유명전이 논의한 후에 상주를 올려 처리하였다.:102
광서12년 6월 13일(1886년 7월 14일), 양창준과 유명전은 '준의대만건성사의(遵議臺灣建省事宜)' 주접을 함께 올려 상관 사안을 보고하고 재가를 기다렸다.:102 그러나 즈접 가운데에 창화현성(彰化縣城)을 '성원(省垣)'으로 고치고 대만 각현 관할 영역이 너무 넓기에 세분해야 한다고 지적하였다.:105 광서13년 2월 16일(1887년 3월 10일), 청 조정은 이부(吏部)의 주청에 따라 포정사(布政司) 1결(缺)을 설치하였다.:106 같은해 8월 초2일(1887년 9월 18일), 유명전은 복건대문순무 관방(關防)과 포정사 등의 인신(印信) 발급을 요청하였다.:106 8월 17일(10월 3일), 유명전과 양창준은 '대만군현첨개철재(臺灣郡縣添改撤裁)'라는 주접을 올렸고, 대만 행정구역을 다시 규획하였다.:106 성성(省城)은 전 복건순무 잠육영(岑毓英)의 건의를 참조하여 창화현 교자도(橋孜圖) 한 곳의 땅을 대만성성으로 고쳤다.:107 9월 초8일(10월 24일) 준허의 명을 받들어 대만 행정구역은 3부 1직례주(直隸州)가 되었다.:108

### 건성 이후
광서14년 정월 19일(1888년 3월 1일, 유명전은 복건대만순무 관방을 받았고, 22일(3월 3일) 임명되었다.:106 처음에는 성성이 아직 축성되지 않았기에 순무는 잠시 대북(臺北)에 머물렀다.:108 광서15년(1889) 8월, 성성을 쌓기 시작했다.:109 그러나 준공 전에 유명전이 사직하고 소우렴(邵友濂)이 임명되었고, 광서18년(1892) 공사가 중지되었다.:109 광서20년 2월 30일(1884년 4워루5일), 순무 소우렴은 민절총독 담종린(譚鍾麟)과 회동하여 주를 올려 준허되었고, 성회(省會)가 정식으로 대북드로 이동하였다.:109 소우렴 임기 중엔 경비 절약과 백성의 휴식을 이유로 유명전 임기 중에 추진된 신정(新政)이 폐지되었다. 이에 서학당(西學堂), 번학당(番學堂) 등이 폐지되었다.

### 폐지
1895년 청과 일본 사이에 시모노세키 조약(下關條約) 체결로 복건대만성 전체가 일본에 할양되면서, 복건대만성은 약 10년 존재하다 자연 소멸되었다.

### 내용주
1. ↑  이홍장은 건성이 '일시의 계책일 쁜 좋은 책략은 아니며, 백년의 계책으로 삼는다는 것은 더욱이 올바른 상황이 아니다(爲一時之計, 固非良策, 爲百年之計, 更非常局)'라고 했다.[3]
2. ↑  認為獨立設省一事，憑當下臺灣財力難以負荷，必須要與福建聯成一氣，設「福建臺灣巡撫」，等五年之後全番歸化，再行改省[1]:101。
3. ↑  對於是否在臺灣增設「臺北道」之事做出回應，認為與其設臺北道不如添設藩司[1]:102。
4. ↑  光緒十三年二月廿四（1887年3月18日）, 邵友濂為首任福建臺灣布政使[1]:106。
5. ↑  增設臺灣縣、雲林縣、苗栗縣、臺東直隸州，原本的臺灣府、臺灣縣改為臺南府、安平縣[1]:107、108。